# ユニバーサル・クリエイティブ
ユニバーサル・クリエイティブ（Universal Creative）は、アメリカのNBCユニバーサル（コムキャスト）傘下のユニバーサル・デスティネーションズ&エクスペリエンシズの子会社である。主にアトラクションやショー、エリアの開発などをメインとしている。

## 概要
ユニバーサル・クリエイティブは、コムキャスト傘下のNBCユニバーサルの一部門であるユニバーサル・デスティネーションズ&エクスペリエンシズのマスタープランニング、アトラクション開発、設計、エンジニアリング、プロジェクトの研究開発部門である。

## 管理しているユニバーサル・パーク
- ユニバーサル・デスティネーションズ&エクスペリエンシズ
  - ユニバーサル・スタジオ・ハリウッド
  - ユニバーサル・オーランド・リゾート
    - ユニバーサル・スタジオ・フロリダ
    - アイランズ・オブ・アドベンチャー
    - ユニバーサル・エピック・ユニバース（予定）

  - ユニバーサル・スタジオ・ジャパン
  - ユニバーサル・スタジオ・シンガポール
  - ユニバーサル・北京・リゾート
    - ユニバーサル・スタジオ・北京

## 社名
1968年から1997年まで、ユニバーサル・クリエイティブは「MCA 開発計画会社」として活動しており、ユニバーサル・パークス&リゾーツのレクリエーション部門の一部として開発をしていた。しかし、1997年、MCAがシーグラムによって売却され、ユニバーサル・クリエイティブへと社名改名された。
元々はカリフォルニア州ユニバーサルシティに存在していたたが、2001年にユニバーサル・オーランド・リゾート付近のフロリダ州へ移転した。2011年に、コムキャストはNBCユニバーサルを買収したため、ユニバーサル・パークス&リゾーツ直属の傘下企業となった。

## 主な実績

### アメイジング・アドベンチャー・オブ・スパイダーマン・ザ・ライド
視覚、視聴などを全てを刺激するようなアトラクションとなっている。ユニバーサル・スタジオ・フロリダのマーベル・スーパー・ヒーロー・アイランド内に誕生し、2000年には、エンターテイメント協会からThea Awardを受賞した。また、多数の公開投票されたテーマパークインサイダー賞とスクリーム・スケープ・アルティメット賞を受賞している。ユニバーサル・スタジオ・ジャパンでも2004年にオープンした。

### ウィザーディング・ワールド・オブ・ハリー・ポッター
ハリー・ポッターは、アイランド・オブ・アドベンチャーのホグスミードエリアの一部として2010年6月にオープンした。
人気のため、2014年7月18日にユニバーサル・スタジオ・ジャパンに、2016年4月7日には、ユニバーサル・スタジオ・ハリウッドにオープンした。

## 取り組んでいるプロジェクト
- スーパー・ニンテンドー・ワールド